# Helga Pedersen (politiker)
Helga Pedersen (født 13. januar 1973) er en norsk politiker og tidligere næstformand i Arbeiderpartiet. 30. september 2009 valgte Arbeiderpartiets stortingsgruppe Pedersen som ny parlamentarisk leder. Hun var Fiskeri- og kystminister i Regeringen Jens Stoltenberg II fra 2005. 

## Karriere
Helga Pedersen har været fast repræsentant i Finnmark fylkesting siden februar 2000, medlem i Arbeiderpartiets samepolitiske råd siden 1998 og medlem i Finnmark Arbeiderpartis kvindepolitiske styre siden 1998. Hun var også politisk rådgiver i Industri- og handelsministeriet fra 17. april til 19. oktober 2001.
Hun var fylkesordfører i Finnmark fra 2003 til hun blev Fiskeri- og kystminister. Hun blev efterfulgt af Kirsti Saxi (SV).
Hun blev enstemmig valgt til næstformand i Arbeiderpartiet under landsmødet i april 2007 og var næstformand til 2015. Hun overtog efter Hill-Marta Solberg. Helga Pedersen er den første næstformand i Arbeiderpartiet som er samisktalende.
Hun vil gå ud af Regeringen og blive parlamentarisk leder i Arbeiderpartiets stortingsgruppe fra oktober 2009.
Pedersen var regeringens yngste minister.